# Zaira aurigera
Zaira aurigera är en tvåvingeart som först beskrevs av Daniel William Coquillett 1895.  Zaira aurigera ingår i släktet Zaira och familjen parasitflugor.
Artens utbredningsområde är Mississippi. Inga underarter finns listade i Catalogue of Life.